# Пачка (геологія)
Пачка (рос. пачка, англ. member, bench, нім. Bank f, Glied n) –
1) у гірництві — Відносно невелика за потужністю частина світи або під-світи, яка характеризується певними літолого-фаціальними або палеонтологічними особливостями. Позначається цифровим або буквеним індексом.
2) Невелика за потужністю сукупність пластів, яка характеризується спільними ознаками.

## Пачка вугілля
Пачка вугілля (рос. пачка угля, англ. coal bench, нім. Kohlenbank f) — частина вугільного пласта, що відділяється від решти товщі корисної копалини прошарком породи і відрізняється від неї якістю. Як правило, вугілля пачки гомогенне за фізичними, хімічними та механічними властивостями.